# Kirovsko-viborgska linija
Kirovsko-viborgska linija (rusko Ки́ровско-Вы́боргская ли́ния), tudi Linija 1 ali Rdeča linija, je najstarejša linija podzemne železnice v Sankt Peterburgu v Rusiji. Odprta je bila leta 1955 in povezuje Kirovski ter Viborgski rajon v mestu. Prvotne postaje so zelo lepe in  okrašene do potankosti, zlasti Avtovo ter Narvska. Linija povezuje štiri od petih sanktpeterburških glavnih železniških postaj. Leta 1995 se je v predoru med Lesno in Ploščadjo mužestva zgodila poplava in linija je bila devet let razdeljena na dva neodvisna odseka (vrzel med njima je povezovala avtobusna linija). Linija je tudi ena od dveh linij v mreži s plitkimi postajami, druga je Nevsko-Vasileostrovska linija.
Linija preseka Sankt Peterburg po osi severovzhod-jugozahod. Na jugu njena postavitev sledi obali Finskega zaliva. Na severu se razteza izven mestnih mej v Leningrajsko oblast (to je edina linija, ki se razteza onkraj mestnih mej). Kirovsko-viborgska linija je na zemljevidih podzemne železnice na splošno označena rdeče, in oznaka te barve je bila dodana na postaje za lažjo orinetacijo potnikov; vlaki nove generacije na Jubilejni vlakih od 2010. let imajo tudi svojo zunanjost pobarvano v barvo, ki se ujema z barvo linije.